# Joanis Kapodistrias
Grof Joanis Antonios Kapodistrias (grško: Κόμης Ιωάννης Αντώνιος Καποδίστριας, Komis Ioannis Antonios Kapodistrias; rusko: граф Иоанн Каподистрия, graf Ioann Kapodistrija; italijansko: Giovanni Antonio Capodistria, Conte Capo d'Istria, slovensko Janez Koprski), grški državnik, * 10. ali 11. februar 1776, Krf, † 9. oktober 1831, Navplij, Grčija.
Njegova družina po očetovi strani izvira iz Kopra v takratni Beneški republiki, od koder so se v 14. stoletju preselili na Krf in sprejeli pravoslavno vero ter se helenizirali. Naziv grofa Kopra je enemu od njegovih prednikov podelil Karel Emanuel II. Savojski.
Služil je kot zunanji minister Ruskega Imperija in je bil eden najbolj uglednih politikov in diplomatov v Evropi. Po dolgi in ugledni karieri v evropski politiki in diplomaciji je bil izvoljen za prvega predsednika samostojne Grčije (1827–1831). Velja za ustanovitelja sodobne grške države in osnovalca grške samostojnosti.